# 比拉-塞卡
比拉-塞卡，是西班牙加泰罗尼亚塔拉戈纳省的一个市镇。总面积22平方公里，总人口13353人（2001年），人口密度607人/平方公里。